# Vabergets fästning
Vabergets fästning ligger på berget Vaberget fem km väster om Karlsborgs fästning. På grund av utvecklingen inom det artilleritekniska området uppstod under slutet av 1800-talet ett nytt hot mot Karlsborgs fästning. Om fienden lyckats besätta det närliggande Vaberget skulle det bli möjligt för dem att skjuta in i fästningen. För att förhindra detta byggde man Vabergets fästning. Arbetet påbörjades 1889 och avslutades 1904.
Det södra fortet föreslås 1883 som ett tornfort, en lynett med facer på 150 och 180 fots eldlinjer för infanteribröstvärn och kortare flanker vars inre nästan helt täcks av en med starkt jordskydd försedd byggnad med tre pansartorn med två 15 cm pjäser i varje. Byggnaden, som även var tänkt att innehålla projektil- och krutförråd, skulle hindras från stormning av en tolv meter bred och sex meter djup sprängd grav i fronten. Besättningen skulle inkvarteras i en kasematterad byggnad i två våningar i fortets ryggsida, där vid krigstillfälle en mindre grav skulle sprängas och förses med hinder.
Fästningen kom att bestå av Södra respektive Norra fortet och ett flertal batterier och skansar. Vabergsforten är två av flera svenska fort av likartad konstruktion, insprängda i urberget med omgivande utsprängda stormgravar, som byggdes i slutet av 1800-talet fram till 1907. De representerade på sin tid hög teknisk standard och en stor förbättring från tidigare konstruktioner. Övriga fort av likartad typ i Sverige inkluderar Byviksfortet och 12:e batteriet på Rindö, Myttingefortet och Vretafortet i Värmdölinjen, Oscar II:s fort i Göteborg och de fem forten i Bodens fästning.
Svenska kvinnoföreningen för fosterlandets försvar, som bildades 1884, skänkte stora summor till bland annat markinköp, pansartorn och stängselanordning.

## Forten
Södra fortet:
Efter riksdagens godkännande 1889 satte arbetet igång på allvar med sprängning av fortets grav, vilket skedde på entreprenad. Den 1884 bildade Svenska kvinnoföreningen för fosterlandets försvar skänkte stora summor till markinköp, pansartorn, stängselanordningar och så vidare. Efter fyra år var fortgraven och de flesta innerutrymmena utsprängda. Totalt beräknades att runt 50 000 kubikmeter berg skulle sprängas bort vid och i Södra fortet. Som sprängmedel användes den ganska oprövade dynamiten och till finare sprängningar bergkrut. Beväpningen i södra fortet bestod av fyra 12 cm kanon m/99 i vridbara pansartorn från Bofors-Gullspång och lavetter från den franska firman Chatillon. De ställdes i utsprängda tornbrunnar och på sensommaren 1902 var tornen monterade, provskjutna och klara.
För att slå tillbaka stormningsförsök valdes åtta 6 cm pansartorn: tre höj- och sänkbara torn m/93F från Finspång i fortkärnan, tre torn m/93B från Bofors-Gullspång. av Nordenfelts konstruktion fm (försöksmodell)/94 också på glacisen. Kanonerna till dessa torn var Finspångs m/95F utom till Nordenfelttornen som var Nordenfelts fm/94N, men torn och kanoner lät Nordenfelt tillverka hos Finspångs styckebruk. Nordenfelt var då baserad i Frankrike. Det åttonde och sista av småtornen monterades och provsköts 1898, tre år efter de andra. Det berodde på att artilleriet hade svårt att välja mellan Bofors-Gullspång och Nordenfelt till det sista tornet. Valet föll på BoforsGullspång och det var nog tur, för Nordenfelttornen visade sig vara ofullgångna konstruktioner som krånglade en hel del och användes därför inte så mycket.
Fortet hade 14 kaponjärkanoner i kontereskarpen – fyra i ryggravens dubbelkaponjär, två i dubbelkaponjärens två flankeringskasematter, två i norra flankeringsgalleriet, fyra i mellersta flankeringsgalleriet som var dubbelflankerande, och två i södra flankeringsgalleriet. I fortkärnan fanns även ett fast observationstorn, från Bofors-Gullspång, till eldledning. Dessutom fanns utanför graven på sydsidan en 110 cm strålkastare på en spårbana till hjälp vid nattstrid. Fortet hade en ångpanna som drev en turbindynamo som gav ström till innerbelysningen och strålkastaren.
Fortkärnan skulle rymma alla funktioner i utsprängda tunnlar och rum. Där fanns logement för besättningen på 220 man, förråd, kök, maskinrum, telefonstation med mera. Södra fortet fick problem med vattenläckor och dömdes ut 1912. Det blev vattentätt 1944 då man satte upp ett plåttak.
Norra fortet:
Norra fortet, som började byggas 1899, blev en mindre kopia av Södra fortet med en svagare beväpning – sex pansartorn m/03 från Bofors-Gullspång med 6 cm kanon m/95F från Nordiska Artilleriverkstäderna, som Finspångs styckebruk, då ägda av Bofors-Gullspång, hette vid kanonbeställningen. Fyra pansartorn och en enklare observationshuv för eldledningen var placerade innanför och två torn utanför graven. Fortet fick åtta kaponjärkanoner för gravflankering i kontereskarpen, av samma typ som Södra fortet: två i nordöstra, två i nordvästra och fyra i södra flankeringsgalleriet för dubbel flankering. Framför flankeringsverken i båda forten fanns djupa sprängda vattenfyllda gravar – diamantgravar – som ett ytterligare stormhinder. Norra fortet fick aldrig något elmaskineri eller någon elbelysning. Man fick nöja sig med fotogenlampor. Den enda värmekällan i forten var kaminer, som hela tiden fanns i för litet antal.
Fästningen lades ner 1927. Under 1920- och 30-talen skickades tre av 12 cm-eldrören till Degerbergsfortet i Bodens fästning. Bodens fästning fick också 1936 sju kaponjärkanoner och Övre Norrlands militärområde fem. Samma år skickades tio kaponjärkanoner till Gotland från Vaberget. De monterades på betongplintar och fick i Norrland flankera vägspärrar. En av pjäserna hamnade på pansartåget Boden. De som sändes till Gotland användes till hamnförsvar. Vad som hände med 6 cm-tornens pjäser är oklart. Pansartornen demonterades och såldes som skrot till Tyskland. Under andra världskriget används forten till förråd för bland annat vapen, ammunition och kemikalier.
Erfarenheterna från de unika forten på Vaberget användes senare bland annat vid byggandet av Bodens fästning och alla kommande berganläggningar. Södra fortet på Vaberget var först i världen med alla funktioner insprängda i berget. Schweizarna kom strax efter med Fort Bühl, några månaders senare byggstart och Fort Bäzberg, båda forten i Gotthardsmassivet.

## Batterierna
Runt respektive fort byggdes tre stycken batterier. Dessa sex batterier bestyckades med sammanlagt sexton 16 cm haubits m/85 och åtta 12 cm kanon m/95.
Batteriplatserna utgörs av öppna stenklädda värn med skyddande jordvall samt i värnet inbyggda utrymmen för bland annat ammunition.

## Skansarna
Väster om forten planerades sex stycken skansar, men bara tre stycken skansar (Tomtstugans skans, Babylunds skans och Kommerud skans) förbereddes med jordvallar. Dessa skansar skulle i händelse av krigsfara färdigställas, bestyckas med två st 7,5 cm kanoner vardera och bemannas med infanteri.

## Kanonbacken
Artilleri- och infanteriförbanden avsedda för de öppna värnen vid Norra och Södra fortet samt skansarna var normalt grupperade med sitt material i Karlsborgs fästning och skulle först vid behov förflyttas till Vaberget. Mellan Karlsborgs fästning och Vabergets fästning ligger dock Bottensjön. En förflyttning runt sjön skulle innebära en marsch på cirka 10-12 km på dåliga vägar, ta lång tid och med risk att utsättas för fientlig motverkan.
Ett alternativ var att ta sig över ett smalt, cirka 100 meter brett sund mitt på sjön, en förflyttning på cirka fem km och i skydd av Vaberget. För att ta sig uppför den branta östra sidan av Vaberget anlades kanonbacken. Vägen byggdes delvis på bank och delvis utsprängd ur berget. Vägen var för brant för att kunna färdas på med anspannsförband och därför anlades två så kallade "oxgångar", ca 20 meter stora cirkelformade spelverk dragna av oxar, där man kunde "spela" upp artillerienheter och förnödenheter.